# 합천 사의정
사의정(四宜亭)은 대한민국 경상남도 합천군 대병면 역평리에 있는 건축물이다.
1984년 11월 23일 경상남도의 문화재자료 제103호 사의정으로 지정되었다가, 2018년 12월 20일 현재의 명칭으로 변경되었다.

## 개요
손님이 묵고 가기 위한 숙소로 1922년 은진 송씨 문중에서 지었다.
원래는 현재 위치에서 남서쪽으로 1km 정도 떨어진 유전리에 세웠으나, 1985년 합천댐 건설로 지금 있는 자리에 옮겨 지었다.
건물은 앞면 4칸·옆면 3칸 규모의 2층 기와집으로, 지붕은 옆면에서 볼 때 여덟 팔(八)자 모양인 팔작지붕이다. 누각에는 둥근기둥(두리기둥)을 사용하였으며, 사방으로 난간을 설치하였다. 마루 중앙에는 앞면 2칸·옆면 1칸 규모의 온돌방이 있다.

## 참고 자료
- 사의정 - 국가유산청 국가유산포털